# Gruppo Gelas-Grand Capelet
Il Gruppo Gelas-Grand Capelet è un massiccio montuoso delle Alpi Marittime. Si trova sul confine tra l'Italia (Piemonte ed in minima parte Liguria) e la Francia (dipartimento delle Alpi Marittime) e raccoglie le montagne tra il Colle di Tenda ed il Colle di Finestra.
Prende il nome dalle due montagne più significative: il Monte Gelàs ed il Grand Capelet.

## Collocazione

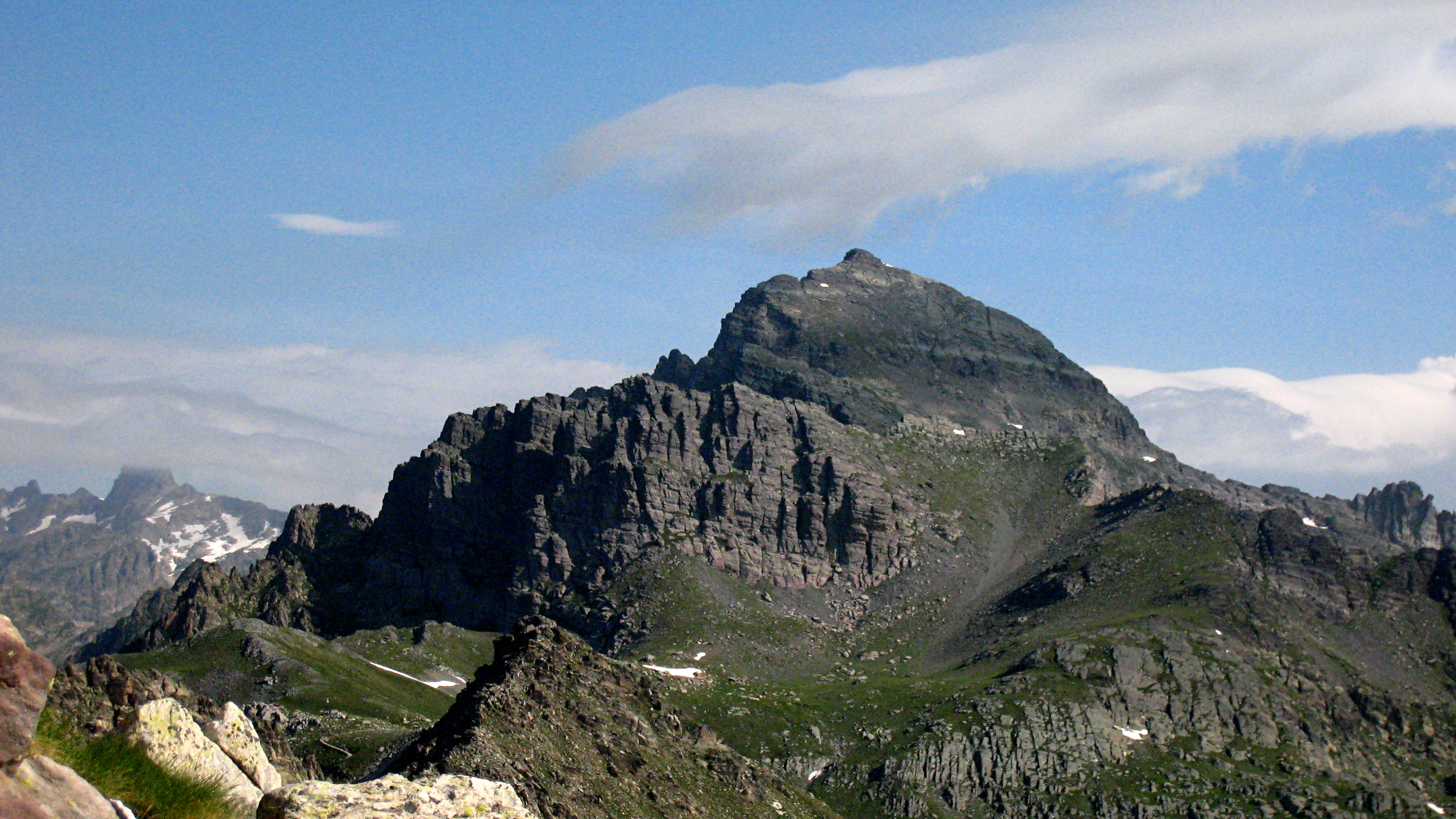
Il Grand Capelet

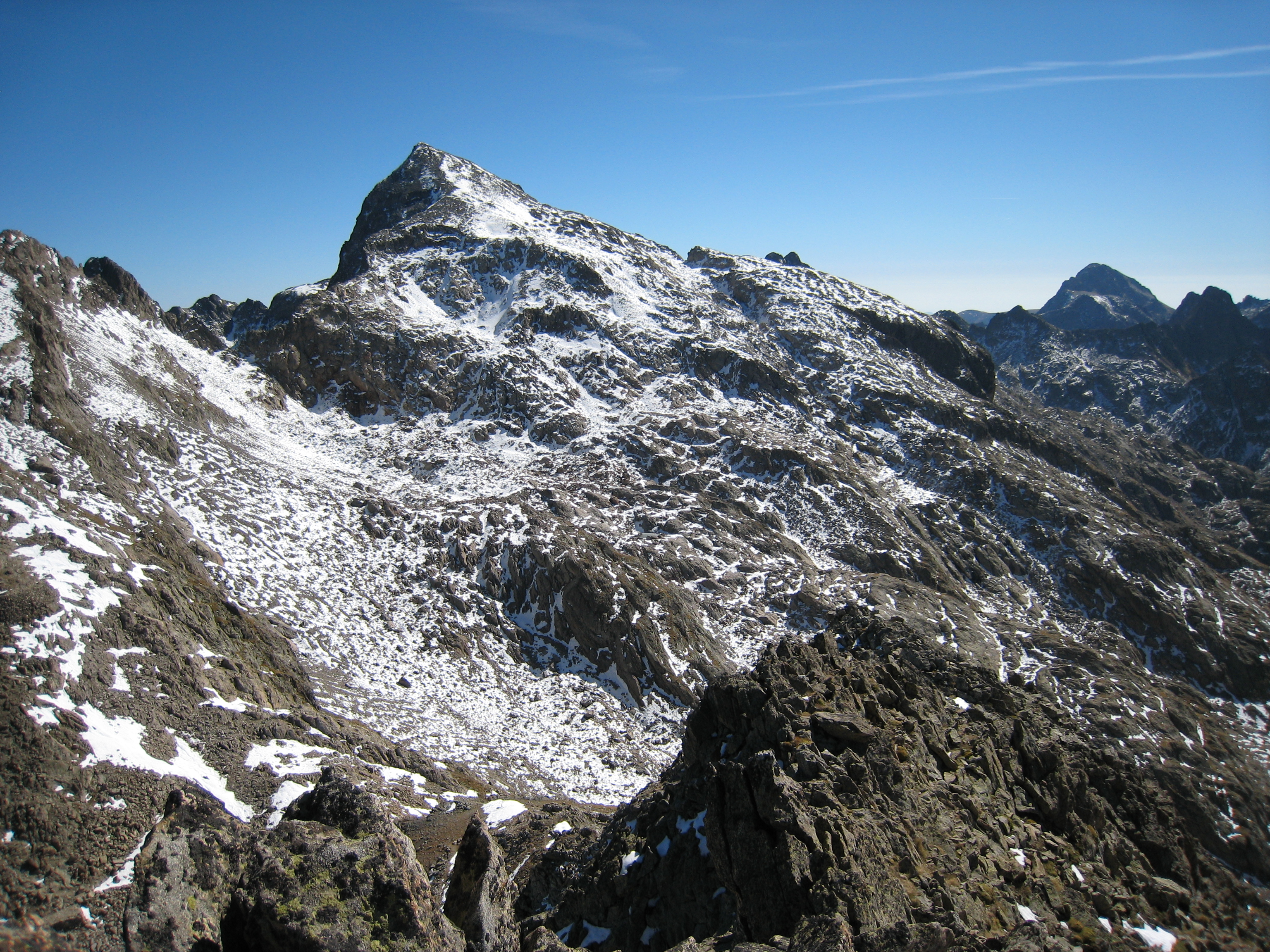
Monte Clapier

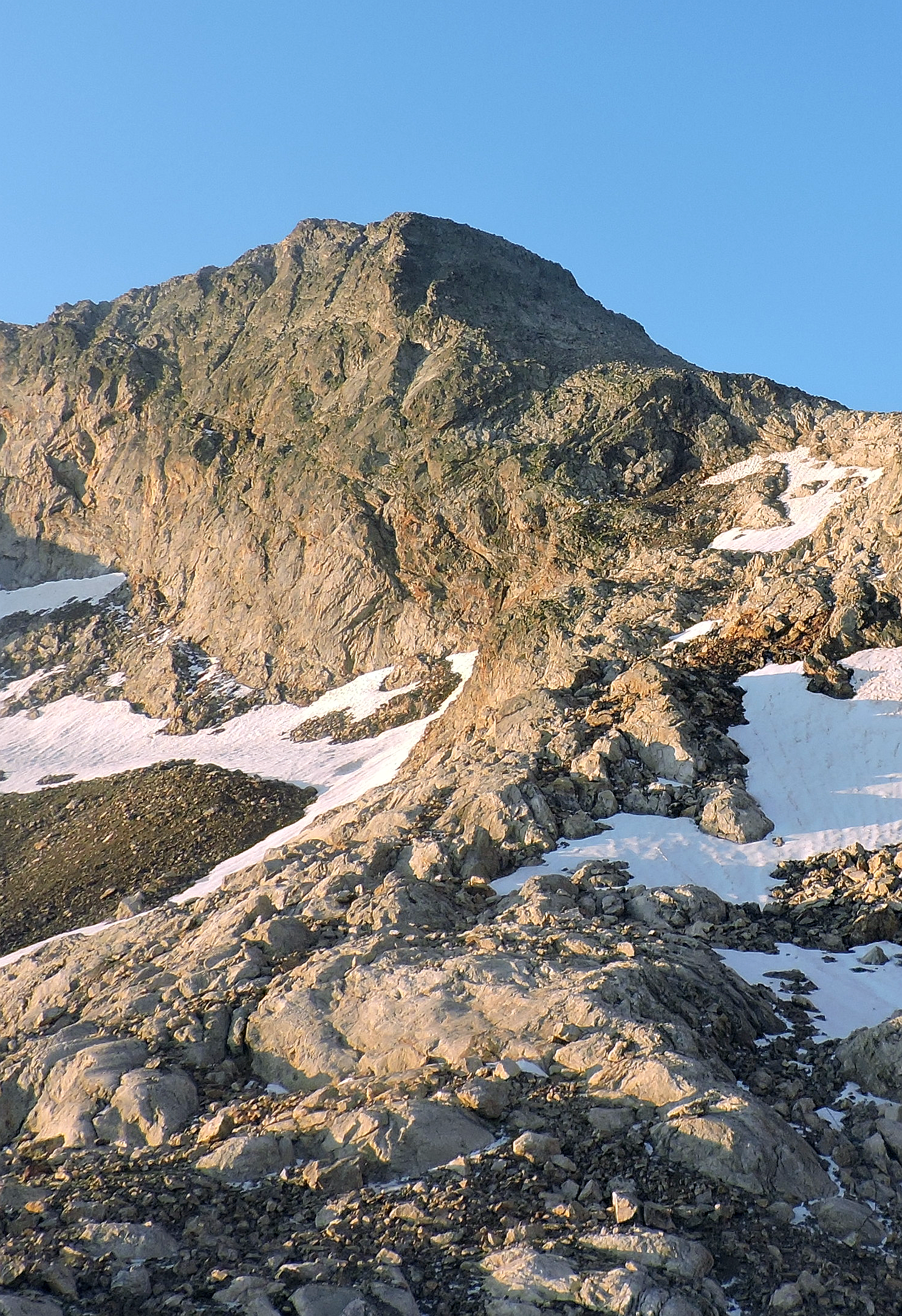
Cima Pagarì

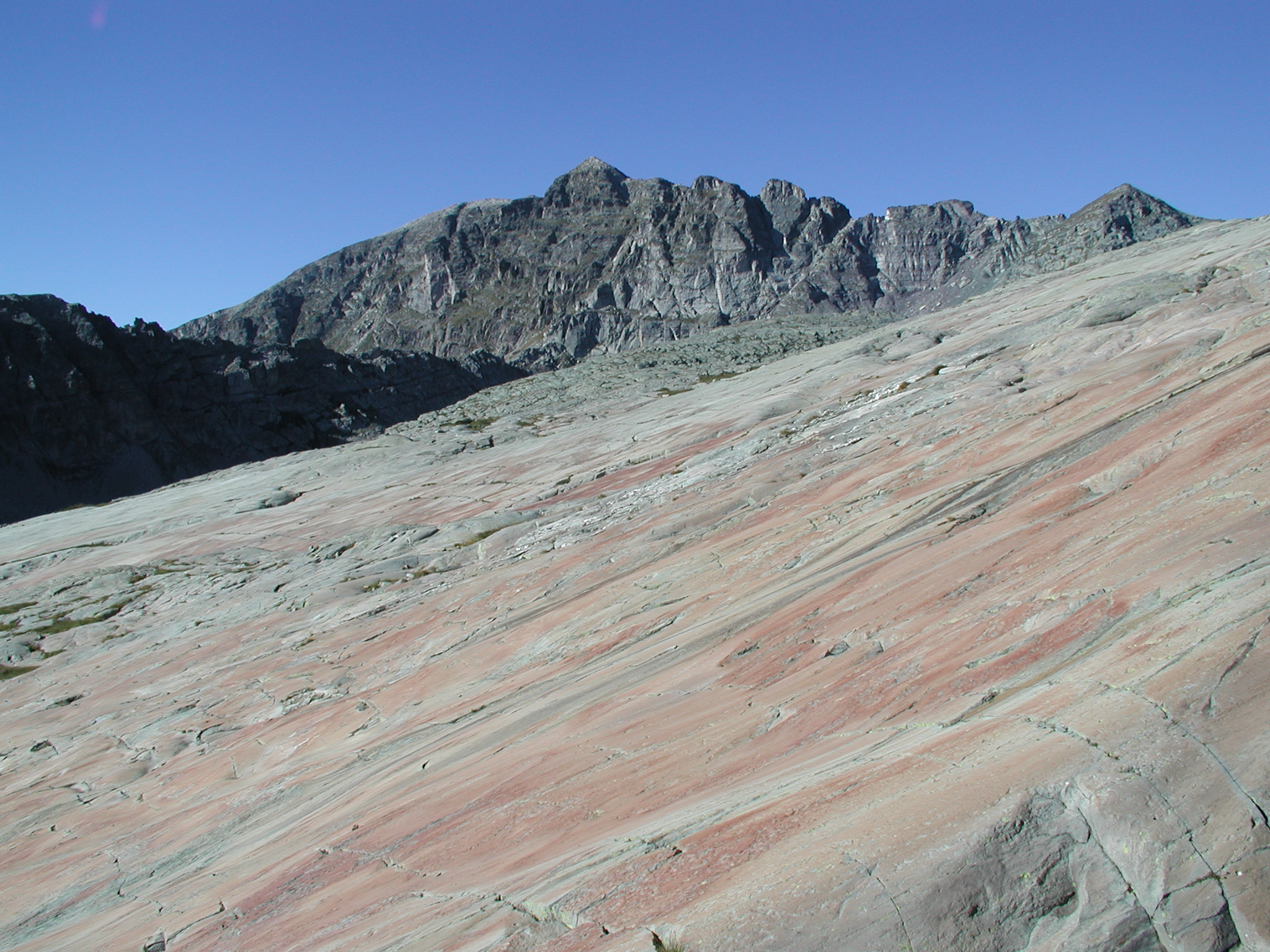
Il Monte Bego

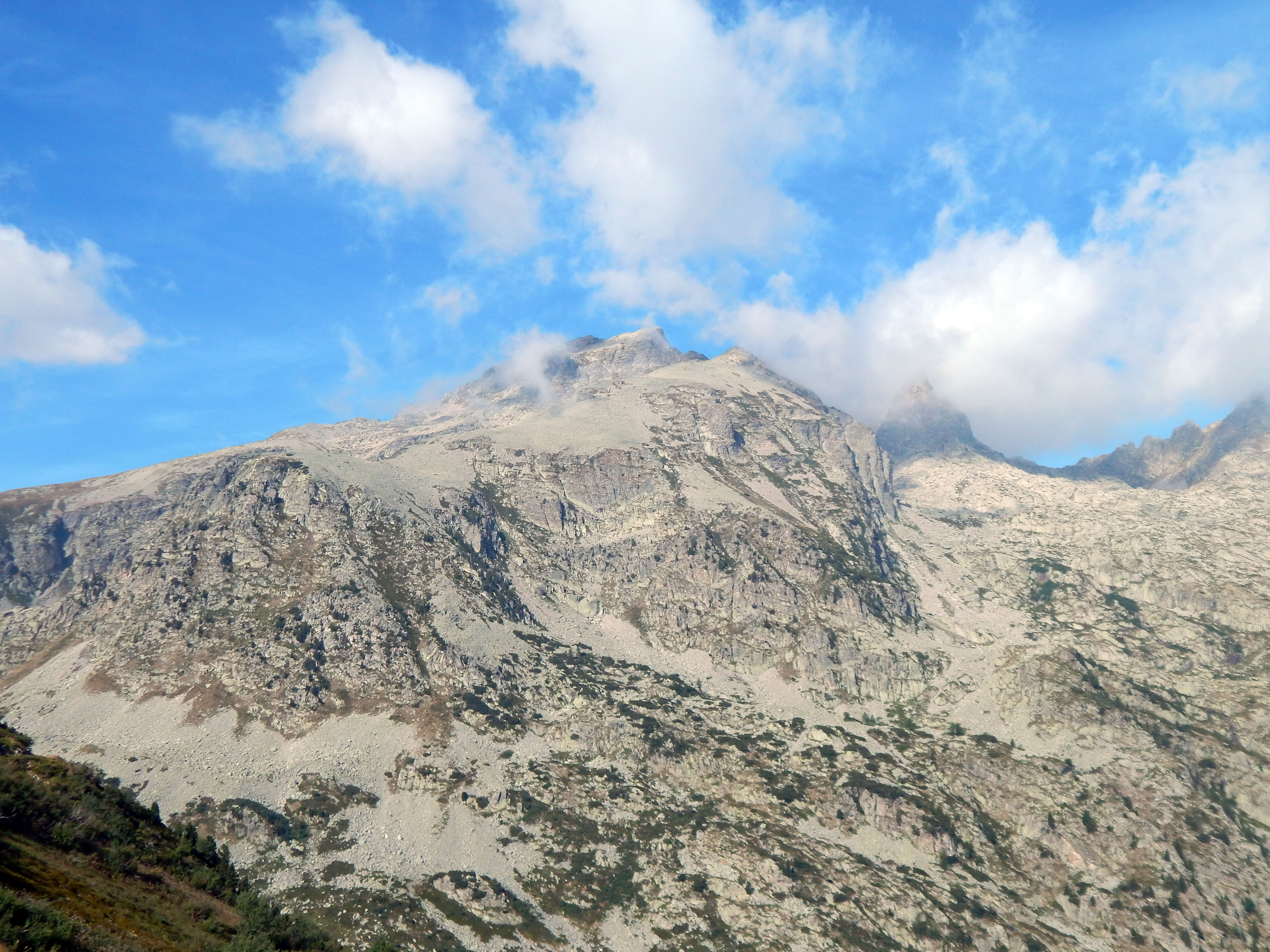
Rocca dell'Abisso

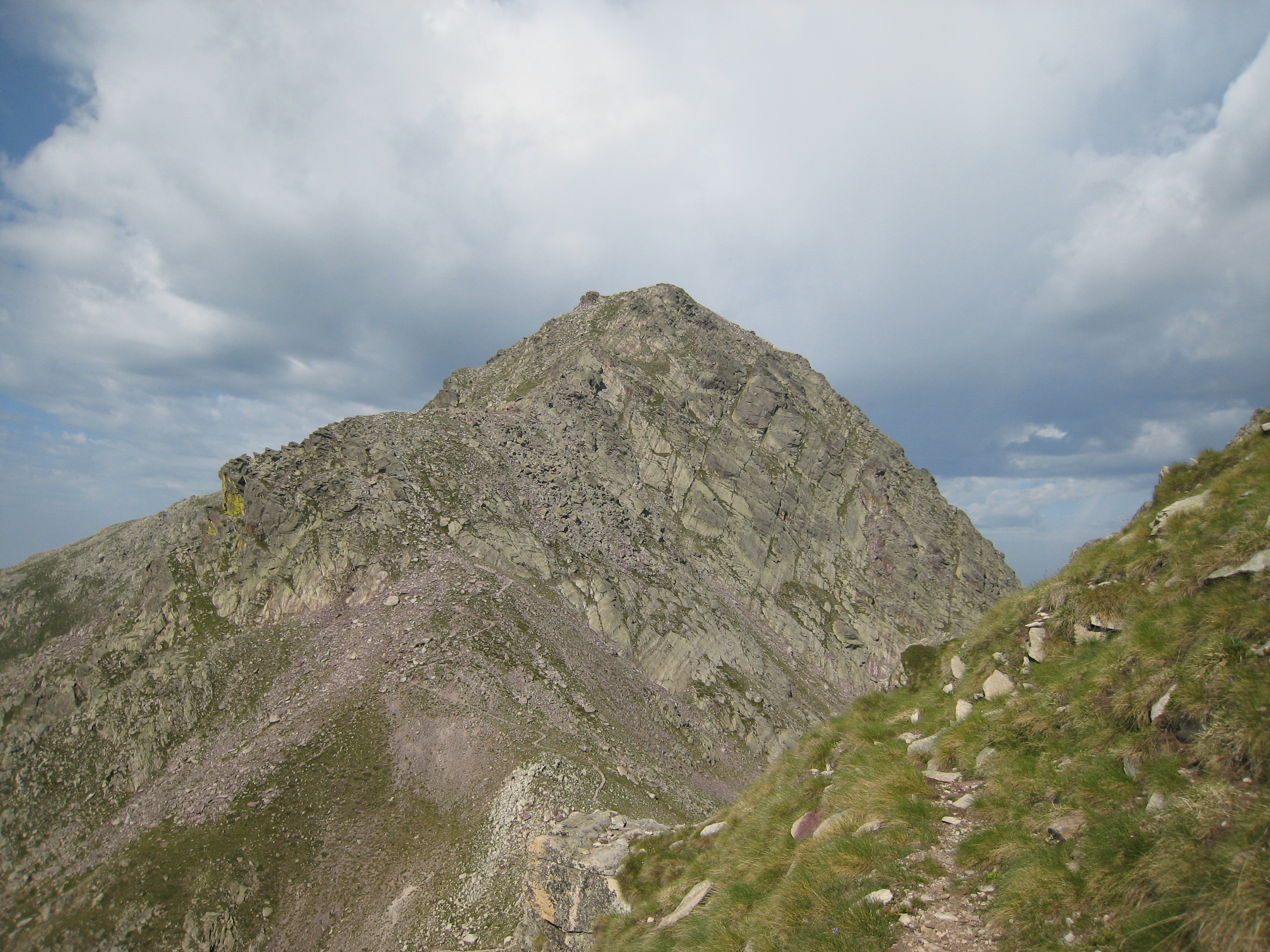
Cima del Diavolo

Secondo le definizioni della SOIUSA il Gruppo Gelas-Grand Capelet ha i seguenti limiti geografici: Colle di Tenda, Val Roia, Val Bevera, Baisse de la Cabanette, Val Vesubia, Vallon de la Madone de Fenestre, Colle di Finestra, valle Gesso della Barra, Valle Gesso, Valle Vermenagna, Colle di Tenda.
Il massiccio costituisce la parte più orientale delle Alpi Marittime.

## Classificazione
La SOIUSA definisce il Gruppo Gelas-Grand Capelet come un supergruppo alpino e vi attribuisce la seguente classificazione:
- Grande parte = Alpi Occidentali
- Grande settore = Alpi Sud-occidentali
- Sezione = Alpi Marittime e Prealpi di Nizza
- Sottosezione = Alpi Marittime
- Supergruppo = Gruppo Gelas-Grand Capelet
- Codice =  I/A-2.I-A

## Suddivisione
Il Gruppo Gelas-Grand Capelet viene suddiviso in quattro gruppi e quindici sottogruppi:
- Gruppo della Rocca dell'Abisso (1)
  - Cresta della Rocca dell'Abisso (1.a)
  - Costiera Frisson-Bussaia (1.b)
  - Displuvio Castérine-Caramagne (1.c)
- Nodo di Vernasca (2)
  - Cresta Vernasca-Lago dell'Agnel (2.a)
  - Costiera del Monte Carbonè (2.b)
  - Contrafforte della Charnassère (2.c)
- Costiera Basto-Grand Capelet (3)
  - Cresta Lusiera-Ciamineias (3.a)
  - Nodo del Basto (3.b)
  - Contrafforte del Lago Autier (3.c)
  - Costiera del Grand Capelet (3.d)
  - Nodo del Monte Bego (3.e)
  - Nodo del Diavolo (3.f)
  - Nodo dei Tre Comuni (3.g)
- Gruppo del Gelas (4)
  - | Gruppo Clapier-Maledia (4.a)
    - Nodo del Monte Clapier (4.a/a)
    - Nodo della Maledia (4.a/b)

  - Nodo del Gelas (4.b)
    - Cresta del Gelas (4.b/a)
    - Contrafforte della Siula (4.b/b)
    - Cresta della Serra del Praiet (4.b/c)
    - Cresta della Maura (4.b/d)
    - Costiera di Monte Colomb (4.b/e)
    - Massiccio del Ponset (4.b/f)
    - Massiccio del Neiller (4.b/g)
    - Massiccio di Saint-Robert (4.b/h)

## Montagne
Le montagne principali appartenenti al Gruppo Gelas-Grand Capelet sono:
- Monte Gelàs - 3.143 m
- Cima Maledia - 3.061 m
- Monte Clapier - 3.046 m
- Grand Capelet - 2.935 m
- Cima St. Robert - 2.917 m
- Cima Pagarì - 2.908 m
- Cima Cossato - 2.876 m
- Monte Bego - 2.873 m
- Monte Carbonè - 2.873 m
- Monte Ponset - 2.828 m
- Tête du Basto Nord - 2.794 m
- Monte Neiglier - 2.786 m
- Rocca dell'Abisso - 2.755 m
- Cima del Diavolo - 2.686 m
- Monte Frisson - 2.637 m
- Monte Bussaia - 2.451 m
- Monte Ciotto Mien - 2.378 m
- Mont Chajol - 2.293 m
- Cime de la Nauque - 2.207 m
- Punta dei Tre Comuni - 2.080 m
- Monte Vecchio - 1.920 m
- Bric Castea - 1.800 m